# Tomaz Salomão
Tomaz Salomão (* 16. října 1954, Inharrime) je mosambický politik a ekonom. V letech 1994 až 2000 byl ministrem hospodářství a financí. Působil jako třetí výkonný tajemník Jihoafrického rozvojového společenství (SADC). Salomão byl jmenován v roce 2005 na summitu hlav států a vlád Jihoafrického rozvojového společenství v Gaborone v Botswaně. Doktorát získal na Univerzitě Johnse Hopkinse v Baltimoru v Marylandu ve Spojených státech amerických.
Odpůrci prezidenta Roberta Mugabeho ze Zimbabwe kritizovali Salomãa za jeho prohlášení, že zimbabwské volby byly svobodné a spravedlivé. Salomão řekl, že SADC se nezúčastní summitu EU, který se bude konat v Lisabonu v prosinci 2007, pokud bude na programu Zimbabwe. „SADC nepojede do Lisabonu diskutovat o Zimbabwe, protože summit není o Zimbabwe, ale o vztazích mezi EU a Afrikou“, řekl.